# Beatrice (Nebraska)
Beatrice é uma cidade localizada no estado americano de Nebraska, no Condado de Gage.

## Demografia
Segundo o censo americano de 2000, a sua população era de 12.496 habitantes. 
Em 2006, foi estimada uma população de 12.921, um aumento de 425 (3.4%).

## Geografia
De acordo com o United States Census Bureau, a localidade tem uma área de 19,4 km², sem área coberta por água.

## Localidades na vizinhança
O diagrama seguinte representa as localidades num raio de 24 km ao redor de Beatrice. 